# In Space
In Space es el cuarto álbum de estudio del grupo estadounidense de power pop Big Star, lanzado en 2005 a través de la compañía discográfica Rykodisc.
El álbum fue producido por los miembros de la banda y contó con la colaboración de Jeff Powell, Jim Spake y Nokie Taylor, estos dos últimos en las canciones «Dony», «Love Revolution», «Do You Wanna Make It» y «Makeover».
David Fricke, redactor y crítico especializado de la revista estadounidense Rolling Stone le concedió 3,5 estrellas de 4 posibles. Definió al disco como un trabajo brillante en todos los sentidos. Mark Deming, crítico y redactor para Allmusic dijo que «In Space es un álbum que debería cautivar a cualquiera que disfrute de Alex Chilton».

## Listado de canciones
| LP original |                           |               |          |  |
| N.º         | Título                    | Música        | Duración |  |
| 1.          | «Dony»                    | Bell, Chilton | 2:45     |  |
| 2.          | «Lady Sweet»              | Bell, Chilton | 3:41     |  |
| 3.          | «Best Chance»             | Bell, Chilton | 3:04     |  |
| 4.          | «Turn My Back on the Sun» | Bell, Chilton | 2:38     |  |
| 5.          | «Love Revolution»         | Bell, Chilton | 5:51     |  |
| 6.          | «February's Quiet»        | Bell, Chilton | 2:45     |  |
| 7.          | «Mine Exclusively»        | Bell, Chilton | 3:32     |  |
| 8.          | «A Whole New Thing»       | Bell, Chilton | 3:53     |  |
| 9.          | «Aria, Largo»             | Bell, Chilton | 2:31     |  |
| 10.         | «Hung Up with Summer»     | Bell, Chilton | 3:03     |  |
| 11.         | «Do You Wanna Make It»    | Bell, Chilton | 2:46     |  |
| 12.         | «Makeover»                | Bell, Chilton | 3:42     |  |
| 37:31       |                           |               |          |  |

## Créditos
- Jon Auer — Compositor
- Alex Chilton — Compositor
- Bill Cunningham — Compositor
- Adam Hill — Asistente
- Jeff Powell —	Productor
- Jim Spake — Compositor
- Jody Stephens — Compositor
- Ken Stringfellow — Compositor
- Nokie Taylor — Compositor
- Nokie Taylor — Cornete